# Symphlebia venusta
Symphlebia venusta är en fjärilsart som beskrevs av Paul Dognin 1921. Symphlebia venusta ingår i släktet Symphlebia och familjen björnspinnare. Inga underarter finns listade i Catalogue of Life.